# Lonaconing
Lonaconing est une ville située dans le comté d'Allegany, dans l’État du Maryland aux États-Unis. Lors du recensement de 2010, sa population s’élevait à 1 214 habitants.

## Personnalité
- George Conlon (1888-1980), sculpteur, y est né.

## Source
- (en) Cet article est partiellement ou en totalité issu de l’article de Wikipédia en anglais intitulé « Lonaconing, Maryland » (voir la liste des auteurs).